# شقایق جودت
شقایق جودت (زاده ۱۳۵۱ در تهران) بازیگر ایرانی است. او کارشناسی تئاتر از جهاد دانشگاهی دارد. آغاز بازی او در سینما از سال ۱۳۷۲ با فیلمی به نام همسر به کارگردانی مهدی فخیم زاده بود.

## فیلم‌شناسی
- همسر (۱۳۷۲)[۲]
- سلام سینما (۱۳۷۳) در نقش خودش[۲]
- گبه (۱۳۷۴)[۲][۳]
- پاورچین (۱۳۸۱) بازیگر مهمان
- نقطه‌چین (۱۳۸۲)
- مرد دو هزار چهره (۱۳۸۷)
- شیرین (۱۳۸۷)
- شوخی کردم (۱۳۹۲)